# Sensytometria
Sensytometria – nauka o liczbowym oznaczaniu właściwości materiałów światłoczułych. Jest działem metrologii zajmującym się fotograficznymi właściwościami materiałów światłoczułych, głównie światłoczułością, ale również: kontrastowością, zadymieniem, gęstością optyczną, barwoczułością, ostrością, rozdzielczością, ziarnistością.
Do określenia stopnia światłoczułości stosowany jest sensytometr.
Twórcami podstaw sensytometrii byli chemicy Vero Charles Driffield oraz Ferdinand Hurter.